# Castillejo-Sierra
Castillejo-Sierra é um município da Espanha, na província de Cuenca, comunidade autônoma de Castela-Mancha. Tem 30,27 km² de área e em 2021 tinha 29 habitantes (densidade: 1 hab./km²). Limita com os municípios de Arcos de la Sierra, Cuenca, Fresneda de la Sierra, Las Majadas e Sotorribas.